# Stefan Mróz (samorządowiec)
Stefan Mróz (ur. 18 grudnia 1927, zm. 3 stycznia 2010) – polski historyk, pedagog, samorządowiec, przewodniczący Rady Miejskiej w Kłodzku w latach 1998–2002.

## Życiorys

### Wykształcenie i praca zawodowa
Urodził się w 18 grudnia 1927. Absolwent Instytutu Historycznego Uniwersytetu Wrocławskiego, gdzie uzyskał stopień naukowy doktora nauk humanistycznych w zakresie historii. W 1955 rozpoczął swoją pracę zawodową w Kłodzku jako kierownik Państwowego Domu Dziecka nr 1; stanowisko dyrektora opuścił w 1973 przechodząc na stanowisko inspektora szkolnego w powiecie kłodzkim (do 1975), a następnie inspektora oświaty i wychowania dla miasta Kłodzka. Działał społecznie w Towarzystwie Przyjaciół Dzieci, Związku Nauczycielstwa Polskiego oraz Międzyszkolnym Klubie Sportowym i Okręgowym Związku Piłki Ręcznej, a także w Towarzystwie Miłośników Ziemi Kłodzkiej. Pełnił funkcję przewodniczącego Zespołu Koordynacyjnego Komisji Indywidualnej Profilaktyki Społecznej. Dzięki jego zaangażowaniu wiele osób z tego środowiska podjęło naukę i pracę. Jako prezes Towarzystwa Przyjaciół Dzieci zajmował się problemami rodzin wielodzietnych. Należał do głównych inicjatorów zaszczepienia w Kłodzku idei ogrodów jordanowskich. Wspierał organizacyjnie kłodzki sport szkolny. Od 1960 był członkiem Towarzystwa Miłośników Ziemi Kłodzkiej.

### Działalność społeczno-naukowa
Opublikował wiele artykułów związanych z historią Kłodzka, w tym między innymi: Osadnictwo na Ziemi Kłodzkiej w latach 1945–1950, który zamieścił na łamach wydawanego przez towarzystwo „Rocznika Ziemi Kłodzkiej”. W latach 1970–1973 pełnił funkcję prezesa kłodzkiego oddziału Związku Nauczycielstwa Polskiego. Za pracę i działalność społeczną został odznaczony 27 września 1983 Krzyżem Kawalerskim Orderu Odrodzenia Polski. Aktywnie brał udział w pracach zespołu redakcyjnego wydanej w 1998 monografii Kłodzko. Dzieje miasta pod redakcją Ryszarda Gładkiewicza.

### Działalność samorządowa
Należał do Polskiej Zjednoczonej Partii Robotniczej, a po jej rozwiązaniu do Socjaldemokracji Rzeczypospolitej Polskiej i od 1999 Sojuszu Lewicy Demokratycznej, z którego ramienia pełnił mandat radnego Rady Miejskiej w Kłodzku, będąc jej przewodniczącym do 2002. Opuścił SLD po konflikcie z posłem Czesławem Pogodą, przewodniczącym partii w powiecie kłodzkim, dotyczącym sprzedaży hali targowej „Merkury” w Kłodzku francuskiej sieci supermarketów i hipermarketów spożywczo-przemysłowych E.Leclerc. Kandydował bezskutecznie w 2002 z ramienia KWW „Blok Wyborczy Bezpartyjnych”, uzyskując 60 głosów. W 2006 otrzymał tytuł honorowego obywatela Kłodzka.
Zmarł 3 stycznia 2010 w Kłodzku i został pochowany na cmentarzu komunalnym.